# Espluga de la bruixa
L'Espluga de la bruixa o Casa de la bruixa és un dolmen situat dins el terme municipal de Vansa i Fórnols, a l'Alt Urgell. Fou construït al final del Neolític, probablement al III mil·lenni aC, amb possible reutilització fins a l'edat del Bronze.
S'accedeix al jaciment des de la carretera que va de la Vansa a Ossera. Després de passar el poble de Padrinàs i, abans d'arribar a Ossera, cal agafar una pista a mà dreta que porta fins a Cal Pauet. El megàlit es troba a uns 50 metres al nord-oest de Cal Pauet, en un petit serradet emboscat que es troba enmig d'uns camps de conreu.

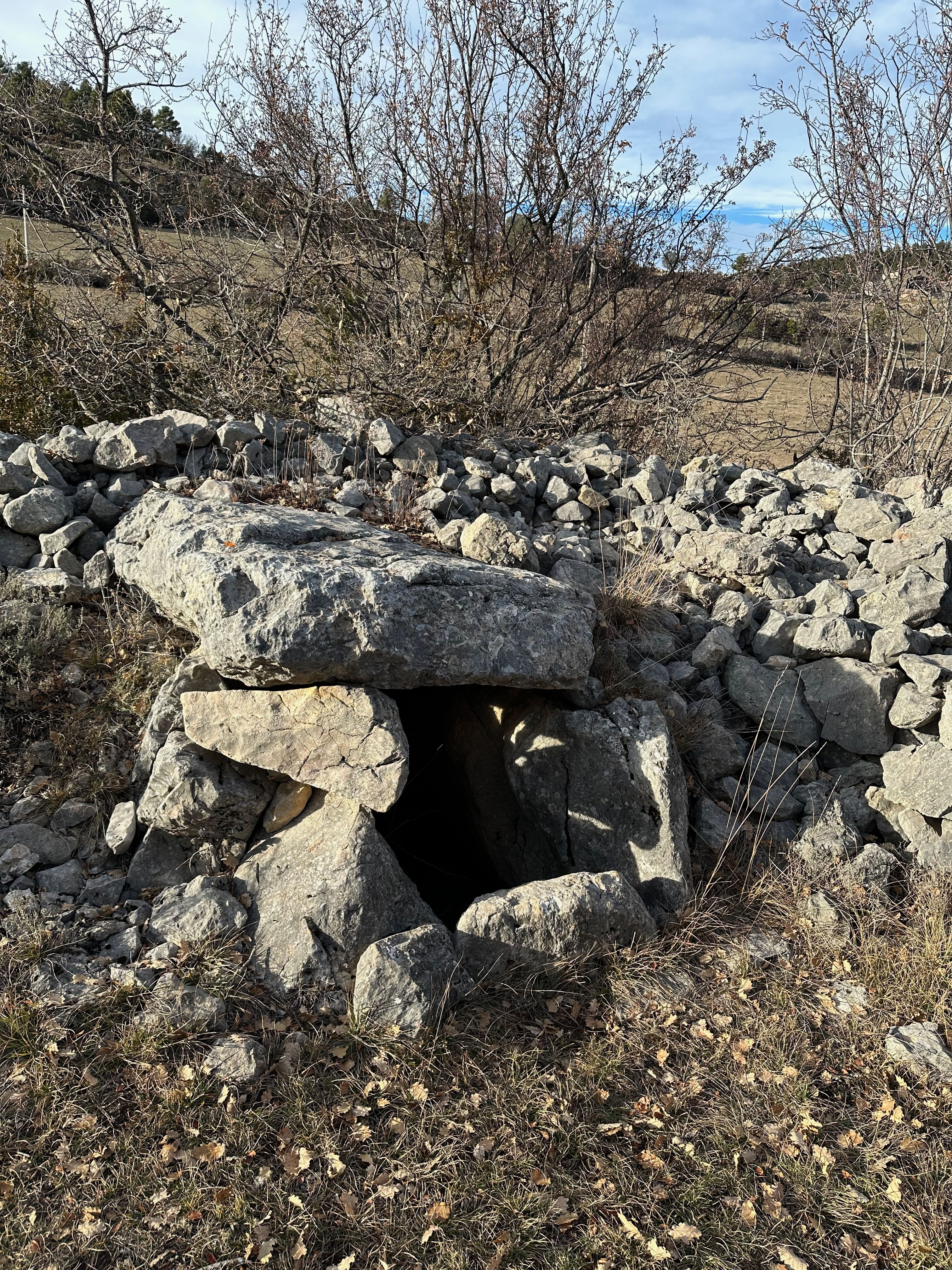
Espluga de la bruixa

Es tracta d'una cista força ben conservada orientada sud-est/nord-oest. Conserva part del túmul, buidat a la seva banda sud, formant amb les pedres una paret que envolta el megàlit per aquest costat. A la meitat nord conserva l'estructura original, arribant algunes pedres a cobrir bona part de la llosa de coberta.
Segons el mossèn Joan Serra i Vilaró, cap al 1860 el megàlit va ser descobert i buidat pels propietaris dels camps, Josep Parramon i Vilanova i el seu pare, per tal d'aixoplugar-se. Hi varen trobar dos esquelets complets. A l'excavació realitzada per en Serra i Vilaró es va recuperar 16 fragments de ceràmica, un dels quals corresponia a una nansa d'apèndix de botó; 8 denes de collaret fetes de petxina i 3 dentàliums fragmentats.